# Der Marshal
Der Marshal (dt. DVD-Titel Der Marshall) ist ein US-amerikanischer Western mit John Wayne in der Titelrolle und unter der Regie von Henry Hathaway. Gedreht wurde er 1968, die Premiere fand am 11. Juni 1969 statt. Die Handlung basiert auf dem Buch Die mutige Mattie von Charles Portis. Der englische Originaltitel True Grit bedeutet „echter Schneid“.

## Handlung
Die Handlung beginnt um 1880 in Dardanelle, Yell County, Arkansas, wo der Pferdezüchter Frank Ross sich von seiner Familie verabschiedet. Wenig später wird Frank Ross in Fort Smith von seinem Gehilfen Tom Chaney aus nichtigen Gründen auf offener Straße erschossen. Chaney kann aus der Stadt flüchten. Ross’ Tochter, die jugendliche Mattie Ross, will nun unbedingt den Mörder ihres Vaters verfolgen und stellen. Ursprünglich war Mattie nur nach Fort Smith gekommen, um die Leiche ihres Vaters zu identifizieren, doch nun will sie unbedingt Gerechtigkeit. Sie wendet sich an den einäugigen und trunksüchtigen Marshal Rooster (deutsch „Hahn“, „Gockel“) Cogburn. Cogburn ist ein Raubein, dessen Leben jeglichen Sinn verloren hat, der sich aber in dem Indianergebiet, in das Chaney geflohen ist, perfekt auskennt und überdies ein ausgezeichneter Spurenleser ist. Da den Behörden bei der Suche nach dem Mörder ihres Vaters die Hände gebunden sind, engagiert sie für 100 Dollar Rooster Cogburn, obwohl sie von vielen Seiten vor dem alten Säufer gewarnt worden ist.
Auch der junge Texas Ranger La Boeuf schließt sich ihnen an, da Chaney zuvor schon in Texas einen Senator erschossen hatte. Die drei liegen auf ihrem Ritt in ständigem Streit miteinander. La Boeuf, der sich ein in Texas auf Chaney ausgesetztes Kopfgeld verdienen will, ist ein Aufschneider. Der alte Cogburn ist bald genervt von dessen ständiger Angeberei. Dagegen empfindet Cogburn Sympathie für Mattie, die sich trotz ihrer Jugend als zäh und klug erweist. Chaney soll sich der Bande des Banditen Ned Pepper angeschlossen haben, mit dem Cogburn sowieso noch eine Rechnung offen hat.
Schließlich stoßen die drei Verfolger auf den Mörder Chaney in Gesellschaft von Peppers Bande. Mattie kann Chaney zwar mit ihrem Revolver verwunden, doch als dieser nicht mehr für einen zweiten Schuss funktioniert, entführt die Bande das Mädchen. Bei der Befreiung erschießt der Marshall die Übeltäter mit der Winchester in der einen und dem Colt in der anderen Hand. Dabei rettet La Boeuf ihm zweimal das Leben, ehe La Boeuf selbst an den Folgen einer Verletzung stirbt. Nun gilt es noch, die von einer Schlange gebissene Mattie schnellstmöglich zum Mediziner Boots Finch zu bringen. Auch das gelingt dem Helden, der wieder zu sich selbst zurückgefunden hat. In der Schlussszene bietet Mattie Rooster an, auf dem Friedhof ihrer Familie Ross nach seinem Tod mitbestattet zu werden, was er erst zurückweist; er nimmt aber dann ihr Angebot an.

## Hintergrund

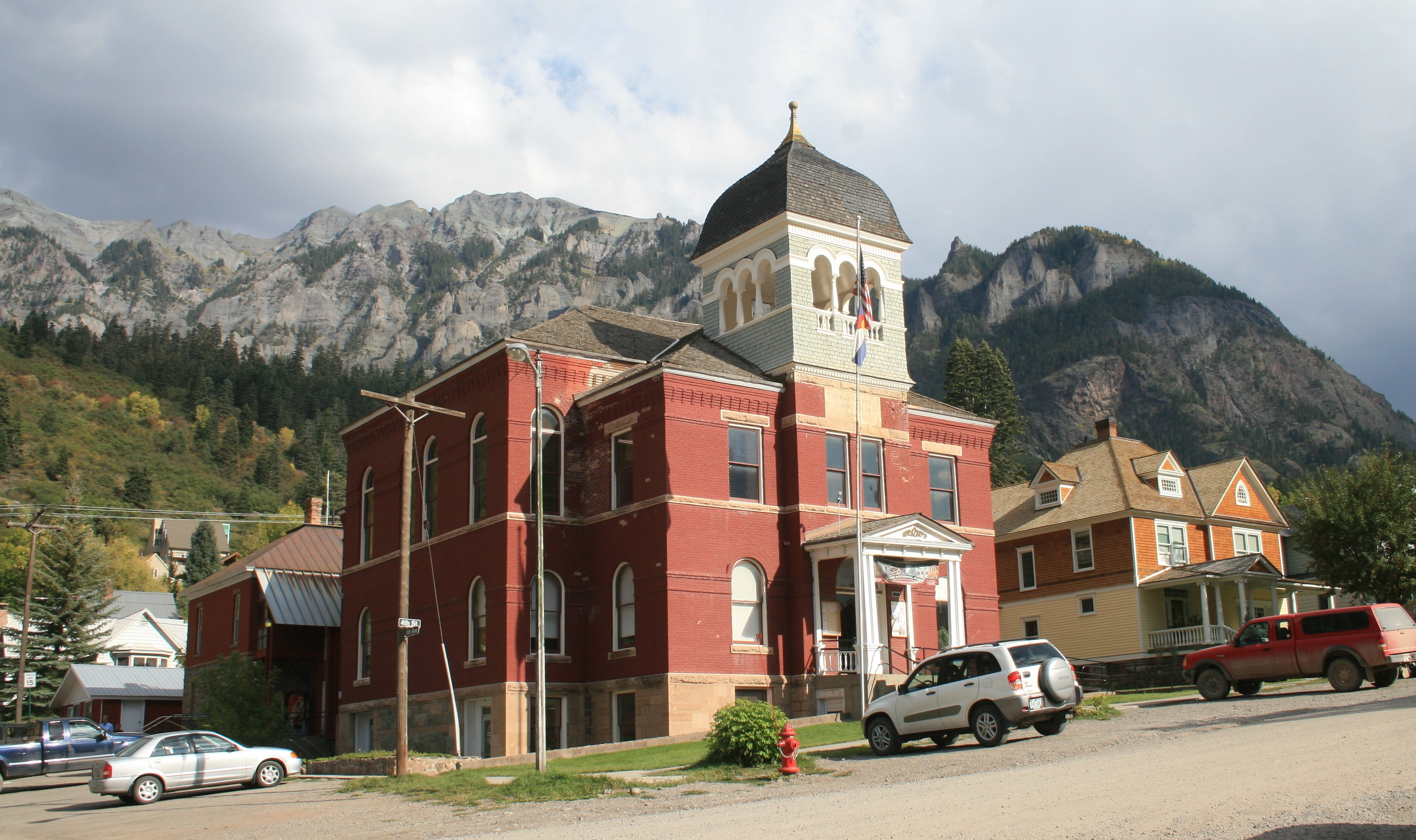
In diesem Gerichtsgebäude von 1888 in der Kleinstadt Ouray in Colorado wurden die Gerichtsszenen gedreht

Der amerikanische Western hatte in den 1940er und 1950er Jahren seine Glanzzeit; als der Film entstand, war die Bedeutung dieses Genres bereits dabei abzuklingen. Entsprechend zeigten sich die Helden oft müde und gebrochen. So auch in diesem Film, in dem John Wayne einen gealterten Haudegen spielt, wie in seinen meisten späten Western. In dieser Zeit hatten die seit den frühen 1960er Jahren aufkommenden Italowestern ihren Vorbildern aus den USA bereits den Rang abgelaufen. Außerdem waren diese in ihrer Darstellung gebrochener Helden noch kompromissloser.

## Synchronisation
Die deutsche Fassung entstand bei der Berliner Synchron GmbH. Das Dialogbuch schrieb Dietmar Behnke, der auch die Regie übernahm.
| Rolle                | Darsteller        | Synchronsprecher    |
| -------------------- | ----------------- | ------------------- |
| Reuben J. Cogburn    | John Wayne        | Arnold Marquis      |
| Mattie Ross          | Kim Darby         | Dagmar Biener       |
| La Boeuf             | Glen Campbell     | Thomas Danneberg    |
| Ned Pepper           | Robert Duvall     | Heinz Petruo        |
| Tom Chaney           | Jeff Corey        | Wolfgang Amerbacher |
| Quincy               | Jeremy Slate      | Klaus Sonnenschein  |
| Moon                 | Dennis Hopper     | Fred Maire          |
| Colonel G. Stonehill | Strother Martin   | Konrad Wagner       |
| Boots Finch          | Ron Soble         | Christian Brückner  |
| Mrs. Floyd, Pension  | Edith Atwater     | Gisela Reißmann     |
| Richter Parker       | James Westerfield | n.n.                |
| Verteidiger Goudy    | Alfred Ryder      | Siegfried Dornbusch |
| Ankläger Barlow      | Donald Woods      | n.n.                |
| Sheriff              | John Doucette     | Hans W. Hamacher    |
| Mr. Daggett, Anwalt  | John Fiedler      | n.n.                |
| Bestatter Ryan       | Hank Worden       | n.n.                |
| Mr. Frank Ross       | John Pickard      | Hans Wiegner        |

## Kritiken
- Lexikon des internationalen Films: Breit angelegter Western, der seine Geschichte mit Humor erzählt und in Darstellung und Kameraarbeit über dem Durchschnitt liegt.[2]
- Joe Hembus Western-Lexikon: Das glorreiche Denkmal von Hollywoods Western-Tradition, ein enorm junges, frisches, allumfassendes Werk.
- Prisma Online: Regisseur Henry Hathaway inszenierte 1968 diesen überdurchschnittlichen Spätwestern gewohnt routiniert. John Wayne glänzt hier vor allem durch eine starke Prise Selbstironie.
- Evangelischer Film-Beobachter, Kritik Nr. 403/1969: Ein insgesamt prachtvoller Western alten Stils, der vom Drehbuch über Regie, Kameraführung und Musik bis hin zu der Besetzung Lob verdient. Als wohltuender Kontrast zu den europäischen Überspitzungen der Gattung kann er ab 14 allen Freunden empfohlen werden.
- True Grit’ war ein guter Western mit tollen Charakteren und sehr authentischer Atmosphäre, litt aber unter der etwas dürftigen Story, einem blassen Glenn Campbell und einer Kim Darby, die in den ersten Szenen des Films zu altklug, geschwätzig und vorlaut wirkte. (Thomas Jeier)[3]

## Auszeichnungen
Zwanzig Jahre nach seiner ersten Oscar-Nominierung für den Kriegsfilm Du warst unser Kamerad (1949) erhielt John Wayne für die Titelrolle in Der Marshal die Trophäe als Bester Hauptdarsteller aus den Händen von Vorjahressiegerin Barbra Streisand. Waynes Schauspielleistung brachte ihm unter anderem auch den Golden Globe als Bester Hauptdarsteller – Drama und den Laurel Award ein.
Der von Glen Campbell gesungene Filmsong True Grit wurde ebenfalls für den Oscar und auch für den Golden Globe nominiert, konnte sich aber nicht durchsetzen.

## Fortsetzung
1975 wurde mit dem Film Mit Dynamit und frommen Sprüchen (Rooster Cogburn and the Lady) eine Art Fortsetzung mit einer in sich geschlossenen Handlung gedreht. John Wayne spielte wieder den einäugigen Marshal, diesmal an der Seite von Katharine Hepburn. Es sollte sein vorletzter Film sein.

## Neuverfilmung
2010 wurde die Buchvorlage von den Coen-Brüdern unter demselben Titel mit Jeff Bridges, Matt Damon und Hailee Steinfeld in den Hauptrollen neuverfilmt. Mit diesem Film wurde am 10. Februar 2011 die Berlinale eröffnet.

## Soundtrack-Veröffentlichung
- Elmer Bernstein: True Grit (Suite), auf: True Grit. Music From the Classic Films of John Wayne. Neueinspielung der The City of Prague Philharmonic unter der Leitung von Paul Bateman. Silva Screen Records, London 1994, Tonträger-Nr. FILM CD 153